# Parentiu hawaià

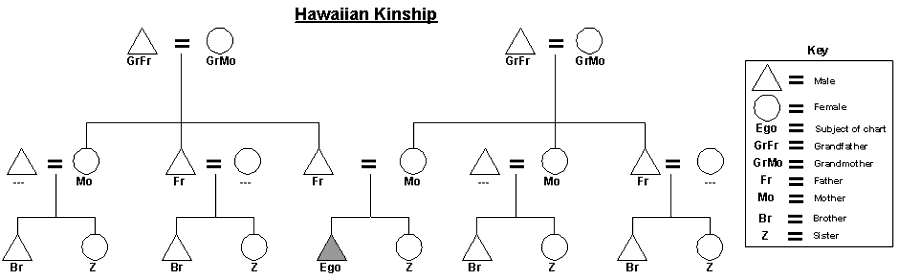
Esquema del parentiu hawaià.

El parentiu hawaià és un esquema de parentesc usat en antropologia per descriure les relacions familiars de les cultures polinèsies sobretot.

## Ús
Només distingeix entre sexe i generació, de manera que tots els membres femenins més grans de la mateixa família seran considerats com a "mare", els masculins com a "pare" i els de la mateixa generació seran germans i germanes, independentment de qui siguin els seus progenitors.
És un esquema que té en compte els avantpassats, ja que el centre està situat en una persona que qualifica els majors o els iguals, no els fills o filles. Hi ha equilibri entre les dues branques de la família. Es poden afegir avis i àvies a l'esquema, que seran tots aquells de generacions anteriors a la dels pares.
Aquest esquema és propi de societats comunals, on el sistema de producció es comparteix i la gent viu agrupada en clans extensos.